# Guanin

Guanin, strukturformel
Summaformel C_{5}H_{5}N_{5}O

Guanin är en av kvävebaserna som ingår i de nukleotider som bygger upp DNA och RNA. Liksom adenin är det en purin och består av två ringar av kol- och kväve-atomer. I DNA och RNA binder sig guanin via tre vätebindningar till den komplementerande basen cytosin.
I RNA förenas guanin med ribos och bildar nukleosiden guanosin. I DNA är guanin på motsvarande sätt förenat med deoxiribos till nukleosiden deoxiguanosin.
Brytningsindex är mycket högt, 1,83. Ingår i många fiskarters fjäll, vilket gör att de glittrar. Kan utnyttjas i målarfärg och för tillverkning av konstpärlor och falsk pärlemor. Guanin används även i till exempel billacker och kosmetika. Det har Colour Index-beteckning Natural White 1 (C.I. 75170).

## Etymologi
Ämnet har fått sitt namn med syftning på att det ingår i guano.